# زندگی مخفی... (آلبوم)
زندگی مخفی... (به انگلیسی: The Secret Life Of...) نخستین آلبوم استودیویی از گروهٔ موسیقی راک پاپ استرالیایی ورونیکاس می‌باشد که در ۱۷ اکتبر سال ۲۰۰۵ از سوی سایر رکوردز منتشر گردید.